# Hieracium brunellicuspis
Hieracium brunellicuspis es una especie de planta con flor del género Hieracium, de la familia Asteraceae, orden Asterales.

## Distribución
Hieracium brunellicuspis se distribuye por Suecia.

## Taxonomía
Fue descrita científicamente por Johanss. Fue publicada en Jämtl. Hierac. Vulg.: 5 (1914).